# サスカッチ (ヴァンパイア)
サスカッチ (Sasquatch) は、カプコンの2D対戦型格闘ゲーム『ヴァンパイア』シリーズに登場する架空のキャラクター。

## キャラクター設定
カナダのロッキー山脈の山間部にある、ビッグフット一族の村に住む雪男。雪相撲大会で優勝したことで、村一番の強さを誇る。ある日、村に押し入り悪さをする者が増えてきており、追い払うのにキリがないと判断したサスカッチは、村の外へ敵を退治しに行くことを村長に願い出て了承された。かくして、ダークストーカーズとの戦いへと身を投じることになった。『ハンター』までのエンディングでは、世界一となったサスカッチからの便りで世界征服に乗り出すことを決意し、兵力増強のために「産めよ増やせよ」の政策を推し進めた結果、食料が不足する。しかし、人間に捕まった仲間が、別格の待遇を受けていることを知り、我先にと人間の前に姿を現すようになった。その後人間からもらったバナナの味に魅了され、世界征服のことはどうでもよくなったようである。『セイヴァー』では、サスカッチが人間の町に出かけて帰ってくると、村の真ん中に大きな魔次元への穴が開き、100人近くいた仲間が全員行方不明になっていた。仲間が連れ去られたと判断したサスカッチは、魔次元の穴に自ら飛び込む。エンディングでは、ジェダを倒して仲間が捕まっている牢の扉を破壊する。しかし捕まったのではなく招待されたと思い込み、あまつさえジェダのことを「親切で良い人」などと評して、悦びながらバナナを食べている仲間たちの姿を見たサスカッチは唖然とする。
ビッグフット族は、普段は小動物や魚を食べる。彼らは好戦的ではなく、他の種族に対しても友好的ではあるが、それは「礼儀」を弁えた上での話である。人間が彼らを「友人」ではなく、「野蛮な猛獣」のように、見下した存在として扱うようであれば、当然彼らは人間に対して敵意を示す。サスカッチの外見は、UMAのビッグフットの「黒い毛に被われた大きな類人猿」という一般的なイメージとは異なり、白い毛に覆われた獣といった容姿をしている。足首には鉄の輪が付けられ、手の指は4本ある。サスカッチ自身は勇猛な戦士といった感じのものだが、ビッグフット族が生来呑気者の一族であるため、サスカッチも普段は呑気で温和な性格。田舎臭い口調で喋るが、仲間を侮辱されたり傷付けられれば激昂し、凄まじい強さを見せつける。一人称は「オイラ」。
ホームステージは、『ハンター』まではカナダのビッグフットたちの村の入り口。『セイヴァー』以降は、これといって設定されてはいない。
名前の由来は、ビッグフットの別称の「サスカッチ」から。
カプコンの有料携帯サイト「ケータイカプコン」では、サスカッチを主役にしたパズルゲーム『サスカッチ ゴーホーム』『サスカッチ ゴーホーム2』が配信されていた。

## ゲーム上の特徴
格闘スタイルは、太くて大きな手足と長い腕を生かした、接近戦がメイン。その他にも、口や鼻から冷気を吐き出すことが可能で、当てた相手を一定時間凍らせることができる。通常技、必殺技を含めた全ての技の頭に「ビッグ」という名称が付くのが特徴。1回転および2回転コマンドといった、決めるのは難しいが性能は優秀なコマンド投げを備え、各技の攻撃力が高いのも売り。長距離を低く飛ぶダッシュ中に攻撃を出せ、その攻撃は中段判定で出が早く、そこからのチェーンコンボが非常に強力。パワーキャラに分類されるが動きは素早く、初代から強キャラに数えられている。反面、攻めが単調になりやすく、動きを読まれやすいという欠点もあるが、その高い性能によって、初心者にも扱いやすい。防御力も平均以上であるため、多くのキャラクターに対して優位に立て、大会などにおける使用率も高い。

## 技の解説

### 通常技
立ち状態の遠近およびジャンプ状態の垂斜の区別はない。
| 操作     | 立ち             | しゃがみ         | ジャンプ         |
| -------- | ---------------- | ---------------- | ---------------- |
| 弱パンチ | ビッグフリック   | ビッグフィンガー | ビッグスタンプ   |
| 中パンチ | ビッグパーム     | ビッグサミング   | ビッグヘッド     |
| 強パンチ | ビッグボルケイノ | ビッグリフト     | ビッグナックル   |
| 弱キック | ビッグストッパー | ビッグコサック   | ビッグリム       |
| 中キック | ビッグハンマー   | ビッグヒップ     | ビッグティップ   |
| 強キック | ビッグローテート | ビッグログ       | ビッグスカッシュ |

### 特殊技
ショートダッシュ
ダッシュを途中で中断し、短い距離で終わらせることができる。

### 投げ技
ビッグボム
捕まえた相手を、持ち上げ逆さにし、地面へ叩きつける。技後の追い打ちは、『ハンター』では安定せず、『セイヴァー』では不可。
ビッグエア
空中投げ。捕まえた相手の上に乗り、そのまま地面へ落下する。技後の追い打ちは不可。

### 必殺技
ビッグスノー
口から雪だるま型の飛び道具を発射する。当たった相手は凍結してのけぞり、空中の相手は凍結ダウンする。なお、この時に追い打ちを出しても当たらない。弱中強によって射程が変化し、強は画面端まで到達する。サスカッチ本体が攻撃を食らうと弾は消滅する。初代のみES版が存在しない。『セイヴァー』では削除された。
ES版は、ヒット数が3に増えるほか、空中で当たった相手にのみ追い打ちが入る。通常とは異なり、サスカッチ本体が攻撃を受けても弾は消滅しない。
ビッグブレス
『セイヴァー』から、「ビッグスノー」の代わりに追加された必殺技で、鼻息を噴出す。食らった相手は凍結して吹き飛ぶ。攻撃判定は小さい。見た目では分からないが、射程は弱中強により異なる。相手の飛び道具を相殺できるが、使い勝手が悪い。
ES版は、見た目にはあまり変わらないが、鼻息の攻撃判定が上下に広くなる。ES版の飛び道具を相殺できるようになり、地上の相手に当てると、凍結させてから食らい判定を残すことができる。ただし、レバガチャをされると行動不能時間を短縮される。
ビッグタイフーン
足を回転させて、前進しながら蹴りつける。攻撃判定が出続ける限り連続ヒットし、密着状態で当てると最大4ヒットする。ガードされると隙が大きい。ガードキャンセルに対応している。
ES版は冷気をまとって蹴り上げる。ヒット数は1で、当たった相手は必ず凍結ダウンする。技後の追い打ちは当たらない。
ビッグタワーズ
自分の周りに、氷柱を出現させる。氷柱は空中ガードを無効化し、当たった相手は凍結ダウンする。攻撃判定が消滅するまで上段が無敵状態となるが、本体が攻撃を食らうと氷柱は砕ける。
ES版は、初代のみ通常版と変化がない（ゲージのみ消費する）。『ハンター』以降は通常時と全く性能が変わり、氷柱が飛び道具のように前後に伸びていく。ただし、ダメージが低下し、空中ガードも可能となる。他のES版飛び道具同様、サスカッチ本体が攻撃を食らっても氷柱は消滅しない。ヒット効果は、地上の相手に対しては凍結のけぞり、空中の相手に対しては凍結ダウンに変わる。
ビッグブロウ
『セイヴァー』から追加された必殺技。腕をぐるぐる回転させた後にストレートパンチを放ち、前方に滑るように進む。発動時、ボタンを押しっぱなしにすることにより、腕を回転する回数が増え、一定時間溜め続けると、攻撃値と有効範囲がより大きく伸びた攻撃を繰り出す。相手をダウンさせる時間帯が存在し、それ以後はのけぞりとなる。ガードされると、相手のほうが先に動ける。
ES版は、3ヒットするストレートパンチを繰り出す。溜めて出しても性能の変化は無い。
ビッグシェイク
コマンド投げ。掴んだ相手を持ち上げ逆さにして、何度も地面へ叩きつける。初代にのみ存在し、『ハンター』以降では削除されている。ES版は存在しない。
ビッグブランチ
コマンド投げ技。掴んだ相手を口の中にいれ、凍結させて吐き出す。コマンド投げにしては低威力だが、相手が凍結している間にサスカッチは追撃を加えることができる（相手もレバガチャで行動不能時間の短縮を図れる）。初代のみES版が存在しない。この技でKOすると氷漬けにしたまま終了する。
ES版は、わずかだが凍結時間が延びる。
ビッグスイング
相手を掴み、ぐるぐると3回転した後に遠くへ放り投げるコマンド投げ技。投げた後にサスカッチは目をまわすため、硬直が生じ、追い打ちができない。なお『ハンター』にて、「レバー1回転」ではなく、「レバー1回転半」と入力すると、相手を高速で回すだけでなく、威力・点数も上げることができる。
ES版は3回転するのは同じだが、回す速度が上がり、威力も上昇する。『ハンター』にて、1回転半で入力すると、さらに超高速で10回転して投げ飛ばす。だが、ダメージは増えない。
ビッグサイクロン
『ハンター』のみの必殺技。頭上で手を合わせ、回転しながら宙に浮いて進んでいく。攻撃判定は、「片足が前方に向いた瞬間」および「後方に向いた瞬間」のみ。ヒット数は1だが、削り回数は弱中強で大きく変動する。空中でも出すことが可能で、その場合は、ジャンプの軌道に準ずる。
ES版は高速で回転しながら強よりも遠くへ飛んでいく。最大ヒット数は3。
ビッグホイール
『ハンター』以降から追加された、『ヴァンパイア』のシステムのダウン追撃技。体を丸め、素早く相手の上に飛び乗る。
ES版は通常の攻撃の後、ヒップアタックで踏みつけるようにもう一撃加える。『セイヴァー』では回復不能ダメージがある。

### EX必殺技（超必殺技）
ビッグフリーザー
力を込めて、腹を膨らませ口を大きく開いてから、太く巨大なレーザーを発射する。当たった相手は凍結ダウンする。ガロンの「ドラゴンキャノン」、フォボスの「プラズマビーム」など、貫通型以外の飛び道具を全てかき消しつつ攻撃できるのが強み。サスカッチ本体が攻撃を食らうとレーザーは消滅する。
ビッグアイスバーン
『ハンター』から追加されたEX必殺技。口から冷気を吐き地面を凍らせる。この上に乗った相手は、滑り出して止まらなくなって転倒し、氷が割れて水の中に落ち、その後鯨の尻尾で地上に叩き出される。投げ技判定のため、ガードは不可だが、性質は地上の投げ技と同じであり、空中の相手など、投げられない相手に対しては効果が無い。判定は氷にのみ存在し、サスカッチ本体の懐はガラ空き状態。密着状態から出すと相手の後方に氷が出て無駄打ちになるばかりか、隙だらけになる。『ハンター2』および家庭用『セイヴァー2』のダークフォース中は、相手を氷に落とした直後から「ESビッグブロウ」の溜め動作で腕を回し始め、鯨の尻尾で地上に弾き出された相手に向かって3ヒットするストレートパンチを決める。『ハンター』では低威力であったが、『セイヴァー』以降は強化された。
ビッグトラップ
『セイヴァー』から追加されたEX必殺技。バナナを食べて、触れると転倒効果が有るその皮を地面に撒く。ただし、自分にも効果が適用される。また、皮は1個しか設置できない（2個目を置くと、自動的に1個目が消滅する）。一定時間触れないでいれば消滅する。攻撃値は極端に低く、実用性はほとんど無い。
ビッグスレッジ
『セイヴァー』から追加されたコマンド投げのEX必殺技。相手を転ばせてその上に飛び乗ると、犬のような生き物が登場して犬ぞりのように引かせて画面を2往復した後、尻で突き飛ばす。技後は追い打ちが可能。威力はサスカッチの技の中では最も高く、投げ間合いの広さも全キャラクター中トップクラス。
ビッグレジスター
『セイヴァー』のみのダークフォース。仰け反りが無くなるスーパーアーマー状態になる。
また、隠れた効果として、発動中はダッシュ中にチェーンコンボが使用できるようになる。
ビッグレジスターウィズM.A.P.S
『セイヴァー』のダークフォース、『ハンター2』および家庭用『セイヴァー2』のEX必殺技。8匹の爆弾ペンギンを召喚する。ペンギンは、サスカッチの後を1列になってついて周り、サスカッチが攻撃する毎に相手に体当たり（空中の相手にはジャンプ）して爆発、もしくは一定距離まで進むと爆発する。突進・ジャンプの距離は、サスカッチが出した通常技の威力により異なる。『セイヴァー』では、ダークフォース時間終了までに使い切らなければ、そのまま消滅する。

## 特殊なダメージモーション
ミッドナイトブリス（デミトリ）
サスカッチの着ぐるみを着た三つ編みの少女。大きなバナナを持っていて、血を吸われている最中にそれを落とす。
王家の裁き（アナカリス）
雪だるま。
とが首さらし（ビシャモン）
サスカッチを模したかき氷機。
サングェ＝パッサーレ（ジェダ）
鼻が膨れる。

## 登場ゲーム作品
- ヴァンパイアシリーズ
  - ヴァンパイア
  - ヴァンパイア ハンター
  - ヴァンパイア セイヴァー
  - ヴァンパイア ハンター2
  - ヴァンパイア セイヴァー2（家庭用のみ）
  - ヴァンパイア クロニクル ザ カオスタワー
  - ヴァンパイア ダークストーカーズコレクション
- その他
  - サスカッチ ゴーホーム（携帯アプリ）
  - サスカッチ ゴーホーム2（携帯アプリ）
- 他社
  - SNK VS. CAPCOM 激突カードファイターズシリーズ

## 声優
- 徳丸完（全ゲーム作品）
- 松下美由紀（『ヴァンパイア セイヴァー』〈ミッドナイトブリス時〉[2]）
- 川津泰彦（ドラマCD『ヴァンパイアハンター The Animated Series』）
- 三木眞一郎（ドラマCDおよびカセット ヴァンパイア ハンター『ヴァンパイア・ナイト 〜お笑い夜の祭典〜』、『ダークネスミッション 〜特選バター醤油味〜』）

## その他
- サスカッチの攻撃や勝利ポーズの際に現れる生物にはそれぞれ設定がある。
  - 「ビッグスレッジ」の時の雪の犬：スノービースト族。サスカッチを始め、ビッグフット族に対しては友好的だが、とても恥ずかしがり屋であるため人前にはなかなか姿を見せない[3]。
  - 「ビッグアイスバーン」の時の鯨：マカイコクジラ族。鯨型の魔界獣。村長ツンドラドがまだ若い頃からビッグフット族とは交流がある[3]。
  - 勝利ポーズ時の雪だるま：スノーマン族。魔界生物の一種[3]。
  - 『ハンター』までのエンディングに出てくる郵便配達員：マカイアザラシ族。魔界での郵便サービスを一手に引き受けている、魔界生物の一種。サスカッチ遠征の際には、「ストーンメール」と呼ばれる情報網を駆使して村長たちにサスカッチの近況を報告していた（初代『ヴァンパイア』エンディング）。オルバスのダークフォース時に登場する「マッハクラブ族」と協力して迅速な情報提供を行っている[3]。
  - 「ビッグレジスターウィズM.A.P.S」の時のペンギン：ナダレペンギン族。爆弾のような体質のペンギン型の魔界獣の一種。「M.A.P.S」とは「マップス」と読み、「マジカル・アバランチ・ペンギンズ・スーパーユニット」の略[4]。
- ビッグフットの村長は「ツンドラド」という名前。すぐ寝る癖がある。
- サスカッチには「ドンケッチョ」という名のライバルがいて、村の雪相撲大会の決勝戦のときに負かしたことがある。